# Diepenhoekseloop
De Diepenhoekseloop is een beek in de Nederlandse provincie Noord-Brabant. De beek ontspringt op de Somerense Heide en vloeit te zuiden van Someren samen met de Kievitsloop. Ten noorden van sluis 12 gaat het water via een duiker onder de Zuid-Willemsvaart door om vervolgen de Aa in te stromen.
In december 2011 kwam de Diepenhoekseloop in het nieuws omdat er door een veehouder 700.000 liter afvalwater op de beek was geloosd.